# Francisco Antequera Alabau
Francisco José Antequera Alabau, també conegut com a Paco Antequera (El Castellar-l'Oliveral, València, 9 de març de 1964) va ser un ciclista valencià, que fou professional entre 1985 i 1996. Com amateur va participar en els Jocs Olímpics de 1984. Del seu palmarès destaca la Volta a Burgos de 1989.
Una vegada retirat fou seleccionador espanyol de 1997 a 2008.
El 2009 va rebre la medalla d'or del Reial Orde del Mèrit Esportiu.

## Palmarès
- 1984
  -  Campió d'Espanya amateur en ruta
- 1985
  - 1r a la Volta a La Rioja i vencedor d'una etapa
- 1989
  - 1r a la Volta a Burgos i vencedor d'una etapa
- 1990
  - Vencedor d'una etapa de la Volta a Cantàbria

### Resultats al Giro d'Itàlia
- 1985. No surt (4a etapa)

### Resultats a la Volta a Espanya
- 1986. 83è de la classificació general
- 1988. 81è de la classificació general
- 1990. Abandona
- 1991. Abandona
- 1992. Abandona

### Resultats al Tour de França
- 1986. 94è de la classificació general
- 1987. 117è de la classificació general
- 1988. 121è de la classificació general
- 1989. 111è de la classificació general
- 1992. 109è de la classificació general